# Регистрационен номер на МПС
Регистрационен номер на МПС представлява буквено-цифров код за идентификация на МПС. Обикновено се изобразява на светлоотразителна метална или пластмасова табела и се закрепва на предната и задната (или само на задната) част на превозното средство.

## История
Франция е първата страна, която въвежда регистрационни табели с наредба на парижката полиция от 14 август 1893 г., следвана от Германия през 1896 г. Нидерландия е първата страна, въвела национална регистрация на регистрационните табели, наричани „разрешително за каране по пътищата“, през 1898 г. Отначало тези табели са били само поредни номера, започвайки от 1, но това е променено през 1906 г.
В САЩ, където всеки щат издава свои регистрационни номера, Ню Йорк въвежда регистрационни номера през 1903 г. (черни номера на бял фон), като преди това (от 1901 г.) е имало изискване само инициалите на собственика да се виждат отчетливо отзад на превозното средство. Отначало е нямало нормирани регистрационни номера, а всеки собственик на кола е бил длъжен да си ги прави сам. През 1903 г. Масачузетс става първият щат, въвел стандартизирани регистрационни табели.
В Германия през 70-те години на 20 век е въведен в употреба шрифт, получил названието затрудняващ фалшификацията (на немски: FE-Schrift, Fälschungserschwerende Schrift). Той е разработен така, че например буквата O не може да се преправи в Q, и обратно, не може да се добави щрих към P, за да изглежда буквата като R.

## Галерия на регистрационни номера в Европа
- Франция (2004 г.)
- Германия
- Великобритания – долу 1982 – 2001 г.; горе – ЕС
- Остров Ман (не е член на ЕС)
- Полша – преди и след влизането ѝ в ЕС
- Литва малко преди влизането ѝ в ЕС, после флагът ѝ е сменен с този на ЕС
- Чехия (след 2004 г.)
- Нидерландия
- Андора
- Русия
- Словакия
- Финландия
- Испания
- Португалия
- Ирландия
- Монако

## Галерия на регистрационни номера в други континенти
- Канада
- Израел
- Ливан
- Филипини
- Япония
- Мексико
- Мозамбик
- Лесото
- Аруба
- Боливия
- Китай
- Хонконг
- Йордания
- Монголия

## Галерия на специални и нестандартни регистрационни номера
- Регистрация на дипломатическа кола в Исландия
- Индивидуална комерсиална регистрация в Литва
- Кола на САЩ от войските на НАТО в Германия
- Кола на служител в институциите на ЕС, регистрирана в Белгия

## Международен код на държавите за регистриране на автомобили (ISO)
- A
  - Австралия (AUS)
  - Австрия (A)
  - Азърбайджан (AZ)
  - Албания (AL)
  - Алжир (DZ)
  - Ангола (ANG)
  - Андора (AND)
  - Антигуа и Барбуда (AG)
  - Аржентина (RA)
  - Армения (ARM)
  - Афганистан (AFG)
- Б
  - Бахамски острови (BS)
  - Бахрейн (BRN)
  - Бангладеш (BD)
  - Барбадос (BDS)
  - Белгия (B)
  - Белиз (BH)
  - Боливия (BOL)
  - Босна и Херцеговина (BIH)
  - Ботсвана (RB)
  - Бразилия (BR)
  - Бруней (BRU)
  - Буркина Фасо (BF)
  - Бурунди (BU)
  - България (BG)
- В
  - Вануату (VAN)
  - Ватикан (SCV)
  - Великобритания (GB)
  - Венецуела (YV)
  - Виетнам (VN)
- Г
  - Габон (GAB)
  - Гамбия (WAG)
  - Гана (GH)
  - Гваделупа (GP)
  - Гватемала (GCA)
  - Гвиана (GUY)
  - Гвинея (Република Конго) (RG)
  - Гвинея Бисау (GNB)
  - Германия (D)
  - Гибралтар (GBZ)
  - Гренада (WG)
  - Гренландия (DK)
  - Грузия (GE)
  - Гърция (GR)
- Д
  - Дания (DK)
  - Доминика (WD)
  - Доминиканска република (DOM)
  - Джибути (DJI)
  - Демократична република Конго (CD)
- Е
  - Египет (ET)
  - Еквадор (EC)
  - Екваториална Гвинея (GQ)
  - Еритрея (ERI)
  - Естония (EST)
  - Етиопия (ETH)
- З
  - Замбия (Z)
  - Западна Сахара (WSA – запазен код)
  - Зимбабве (ZW)
- И
  - Израел (IL)
  - Източен Тимор (TL)
  - Индия (IND)
  - Индонезия (RI)
  - Ирак (IRQ)
  - Иран (IR)
  - Ирландия (IRL)
  - Исландия (IS)
  - Испания (E)
  - Италия (I)
- Й
  - Йемен (Y)
  - Йордания (HKJ)
- К
  - Кабо Верде (CV)
  - Казахстан (KZ)
  - Камбоджа (K)
  - Камерун (CAM)
  - Канада (CDN)
  - Катар (QA)
  - Кения (EAK)
  - Кипър (CY)
  - Киргистан (KS)
  - Кирибати (KIR)
  - Китай (CHN)
  - Колумбия (CO)
  - Коморски острови (COM)
  - Конго (RCB)
  - Корея (Северна) (KP)
  - Корея (Южна) (ROK)
  - Коста Рика (CR)
  - Кот д'Ивоар (CI)
  - Куба (C)
  - Кувейт (KWT)
- Л
  - Лаос (LAO)
  - Латвия (LV)
  - Лесото (LS)
  - Либерия (LB)
  - Либия (LAR)
  - Ливан (RL)
  - Лихтенщайн (FL)
  - Литва (LT)
  - Люксембург (L)
- М
  - Мавритания (RIM)
  - Мавриций (MS)
  - Мадагаскар (RM)
  - Малави (MW)
  - Малайзия (MAL)
  - Малдиви (MV)
  - Мали (RMM)
  - Малта (M)
  - Мароко (MA)
  - Мексико (MEX)
  - Микронезия (FMS)
  - Мозамбик (MOZ)
  - Молдова (MD)
  - Монако (MC)
  - Монголия (MGL)
- Н
  - Намибия (NAM)
  - Науру (NAU)
  - Непал (NEP)
  - Нигер (RN)
  - Нигерия (WAN)
  - Нидерландия (NL)
  - Никарагуа (NIC)
  - Нова Зеландия (NZ)
  - Норвегия (N)
- O
  - ОАЕ (UAE)
  - Оман (OM)
  - Остров Ман (GBM)
- П
  - Пакистан (PAK)
  - Палау (PW)
  - Палестина (PS)
  - Панама (PA)
  - Папуа Нова Гвинея (PNG)
  - Парагвай (PY)
  - Перу (PE)
  - Полша (PL)
  - Португалия (P)
  - Пуерто Рико (PRI)
- Р
  - Руанда (RWA)
  - Румъния (RO)
  - Русия (RUS)
- С
  - Салвадор (ES)
  - Самоа (WS)
  - Сан Марино (RSM)
  - Саудитска Арабия (SA)
  - САЩ (USA)
  - Свазиленд (SD)
  - Северна Македония (NMK)
  - Сейнт Китс и Невис (KAN)
  - Сейнт Лусия (WL)
  - Сейнт Винсент и Гренадини (WV)
  - Сейшелски острови (SY)
  - Сенегал (SN)
  - Сиера Леоне (WAL)
  - Сингапур (SGP)
  - Сирия (SYR)
  - Словакия (SK)
  - Словения (SLO)
  - Соломонови острови (SOL)
  - Сомалия (SO)
  - Судан (SUD)
  - Суринам (SME)
  - Сърбия (SRB)
  - Сърбия и Черна гора (SCG – вече не е актуален)
- Т
  - Таджикистан (TJ)
  - Тайван (RC)
  - Тайланд (TH)
  - Танзания (EAT)
  - Того (RT)
  - Тонга (TON)
  - Тринидад и Тобаго (TT)
  - Тувалу (TUV)
  - Тунис (TN)
  - Туркменистан (TM)
  - Турция (TR)
- У
  - Уганда (EAU)
  - Узбекистан (UZ)
  - Украйна (UA)
  - Унгария (H)
  - Уругвай (ROU)
- Ф
  - Фиджи (FJI)
  - Филипини (RP)
  - Финландия (FIN, преди това SF)
  - Франция (F)
- Х
  - Хаити (HT)
  - Хондурас (HN)
  - Хърватска (HR)
- Ц
  - ЦАР (RCA)
- Ч
  - Чад (TCH)
  - Черна гора (MNE)
  - Чехия (CZ)
  - Чили (RCH)
- Ш
  - Швейцария (CH)
  - Швеция (S)
  - Шри Ланка (CL)
- Ю
  - ЮАР (ZA)
- Я
  - Ямайка (JA)
  - Япония (J)